# Pan-Amerikanische Junioren-Beachhandballmeisterschaften
Die Pan-Amerikanische Junioren-Beachhandballmeisterschaft (spanisch Campeonato Panamericano Juvenil de Balonmano Playa beziehungsweise portugiesisch Pan Americanos Juventude de Beach Handball)  sind eine ehemalige kontinentale Meisterschaft für Nachwuchs-Nationalmannschaften im Beachhandball auf dem amerikanischen Doppelkontinent.
Bei ihrer Einführung 2016, parallel zu den kontinentalen A-Meisterschaften ausgetragen, waren die Pan-Amerikanischen Junioren-Meisterschaften nach den acht Jahre zuvor eingeführten Junioren-Europameisterschaften noch vor den im folgenden Jahr eingeführten Junioren-Ozeanienmeisterschaften der zweite internationale kontinentale Wettbewerb im Beachhandball. Grund der Einführung war neben der Nachwuchsförderung im Kontinentalverband nicht zuletzt die Einführung der Junioren-Weltmeisterschaften 2017, die zudem als Qualifikationsturnier für die Olympischen Jugend-Sommerspiele 2018 in Buenos Aires dienten.
Veranstalter der Turniere war die Pan-American Team Handball Federation (PATHF). Nachdem sich diese auf Betreiben der Internationalen Handballföderation (IHF) im April 2019 auflöste und in den beiden Nachfolgeorganisationen Handballkonföderation Nordamerikas und der Karibik (NACHC beziehungsweise NORCA) und Süd- und mittelamerikanische Handballkonföderation (SCAHC beziehungsweise COSCABAL) aufging, finden seit 2022 auch eigenständige Beachhandball-Meisterschaften der beiden neuen Verbände statt. Dementsprechend sind die Nor.Ca. Beach Handball Youth Championship sowie die Süd- und Mittelamerikanischen Junioren-Beachhandballmeisterschaften die nachfolgenden Turniere. Somit blieb es bei der einmaligen Austragung. Abgesehen von der Teilnahme der Jungenmannschaft aus Puerto Rico waren nur Mannschaften Südamerikas am Start, womit die einmalige Austragung nahezu ein direkter Vorläufer der Süd- und Mittelamerikanischen Junioren-Beachhandballmeisterschaften war.

## Mädchen
| 2016 Details | Macuto, Venezuela  | U 16 | Venezuela   | 2:1 | Uruguay   | Kolumbien | 2:1 | Argentinien |
| 2017 Details | Asunción, Paraguay | U 17 | Argentinien | 2:0 | Brasilien | Paraguay  | 2:1 | Venezuela   |

### Platzierungen der weiblichen Nationalmannschaften
| Nation         | 2016 | 2017 |
| -------------- | ---- | ---- |
| Argentinien    | 04   | 01   |
| Brasilien      | –    | 02   |
| Kolumbien      | 03   | 06   |
| Paraguay       | –    | 03   |
| Uruguay        | 02   | 05   |
| Venezuela      | 01   | 04   |
| Teilnehmerzahl | 4    | 6    |

| Legende | Legende | Legende | Legende                                             |
| ------- | ------- | ------- | --------------------------------------------------- |
| 1       | 2       | 3       | Podest-Platzierungen                                |
| 4       | 4       | 4       | Halbfinalist                                        |
| 5 bis 8 | 5 bis 8 | 5 bis 8 | Viertelfinalisten                                   |
| T       | T       | T       | teilgenommen, aber keine Platzierungsspiele         |
| X       | X       | X       | Mannschaft zunächst gemeldet, aber nicht angetreten |

## Jungen
| 2016 Details | Macuto, Venezuela  | U 16 | Venezuela | 2:0 | Ecuador     | Kolumbien | 2:1 | Argentinien |
| 2017 Details | Asunción, Paraguay | U 17 | Brasilien | 2:1 | Argentinien | Venezuela | 2:1 | Paraguay    |

### Platzierungen der männlichen Nationalmannschaften
| Nation         | 2016 | 2017 |
| -------------- | ---- | ---- |
| Argentinien    | 04   | 02   |
| Brasilien      | –    | 01   |
| Ecuador        | 02   | 08   |
| Kolumbien      | 03   | 06   |
| Paraguay       | –    | 04   |
| Puerto Rico    | 05   | 07   |
| Uruguay        | –    | 05   |
| Venezuela      | 01   | 03   |
| Teilnehmerzahl | 5    | 8    |

| Legende | Legende | Legende | Legende                                             |
| ------- | ------- | ------- | --------------------------------------------------- |
| 1       | 2       | 3       | Podest-Platzierungen                                |
| 4       | 4       | 4       | Halbfinalist                                        |
| 5 bis 8 | 5 bis 8 | 5 bis 8 | Viertelfinalisten                                   |
| T       | T       | T       | teilgenommen, aber keine Platzierungsspiele         |
| X       | X       | X       | Mannschaft zunächst gemeldet, aber nicht angetreten |